# Giovanni Giraud
Pour les articles homonymes, voir Giraud.
Le comte Giovanni Giraud est auteur comique italien, né à Rome en 1776, d’une famille française, et mort à Naples, dans un couvent, en 1834.

## Biographie
Il prit goût pour le théâtre à une représentation dramatique dans un collège, donna sa première pièce à Rome en 1798, leva, à cette époque, un escadron de cavalerie pour la défense de Pie VI contre les Français. Il devint directeur de tous les théâtres du royaume d’Italie en 1813, perdit cette place en 1815, et se ruina ensuite dans des spéculations commerciales.
Les comédies de Giraud rappellent celles de Goldoni, avec plus de gaieté dans les situations et dans le dialogue, mais moins de vérité dans la peinture des caractères, moins de correction dans le style. Rival d’Alberto Nota, son contemporain, s’il l’emporte sur lui par la verve et la vivacité, il lui est de beaucoup inférieur sous le rapport du goût et du naturel.
Sa meilleure pièce est l’Ajo nell’ imbarazzo (1807), critique spirituelle d’une éducation trop sévère, représentée sur toutes les scènes de l’Italie, et imitée à Paris sous ce titre Le Précepteur dans l'embarras. Il a donné à Florence, en 1816, Teatro domestico (2 vol. in-8°), recueil de charmantes petites pièces, dans le genre de Berquin, à l’usage de la jeunesse.
Le théâtre de Giraud a été traduit en français par Bettinger (1839, 3 vol. in-8°).